# ポリビニルアルコールデヒドロゲナーゼ (シトクロム)
ポリビニルアルコールデヒドロゲナーゼ (シトクロム)(polyvinyl alcohol dehydrogenase (cytochrome))は、次の化学反応を触媒する酵素である。
ポリビニルアルコール + フェリシトクロムc {\displaystyle \rightleftharpoons } 酸化型ポリビニルアルコール + フェロシトクロムc + H+
この酵素の基質はポリビニルアルコールとフェリシトクロムcで、生成物は酸化型ポリビニルアルコール、フェロシトクロムcとH+である。
この酵素は酸化還元酵素に属し、シトクロムを受容体として供与体であるCH-OH基に特異的に作用する。組織名はpolyvinyl alcohol:ferricytochrome-c oxidoreductaseで、別名にPVA dehydrogenase、PVADHがある。